# دائرةالمعارف آریانا
دائرةالمعارف آریانا، دانشنامه ای به زبان فارسی و پشتو است که از سال ۱۳۲۸ طی دو دوره توسط انجمن دائرةالمعارف کابل در افغانستان به چاپ رسیده‌است.

## دوره اول
| سال چاپ | جلد   | اولین مدخل   | آخرین مدخل | حروف الفبای پوشش داده شده |
| ------- | ----- | ------------ | ---------- | ------------------------- |
| ۱۳۲۸    | اول   | آ            | ابوطالب    | آ و الف                   |
| ۱۳۳۰    | دوم   | ابوطیب مصعبی | اسپ        | الف                       |
| ۱۳۳۵    | سوم   | اسپ آبی      | اوکراین    | الف                       |
| ۱۳۴۱    | چهارم | اولتیماتوم   | جمز        | الف                       |
| ۱۳۴۸    | پنجم  | جمز          | فتحعلی شاه |                           |
| ۱۳۴۸    | ششم   | فتحی غزنوی   | یونس       |                           |

در چهار جلد اول این دوره حجم مقالات زیاد و تعداد کمتر است اما در دو جلد آخر که هر دو در سال ۱۳۴۸ چاپ شدند مقالات کوچک و بر تعدادشان افزوده شده تا کار این دانشنامه بسته شود.

## دوره دوم
دوره دوم این دانشنامه در سال 1385 به فرمان حامد کرزی رئیس جمهور وقت شروع شد.
| سال چاپ | جلد   | اولین مدخل | آخرین مدخل | حروف الفبای پوشش داده شده |
| ------- | ----- | ---------- | ---------- | ------------------------- |
|         | اول   |            |            |                           |
| 1387    | دوم   |            |            | ب-ت                       |
| 1389    | سوم   |            |            | ث-ذ                       |
| 1391    | چهارم |            |            | ر تا ض                    |